# Coccidioides
Coccidioides — рід грибів родини Onygenaceae. Назва вперше опублікована 1896 року.